# Sant Andreu de Tordera
Sant Andreu és una ermita del veïnat del mateix nom a uns 2 km al sud-oest de la vila de Tordera (Maresme) protegida com a bé cultural d'interès local. L'ermita de Sant Andreu es troba a 1.500 m de Can Bofí, d'on surt un camí que comunica amb el camí de Vallmanya després de travessar la riera. L'església es troba al cim d'un turó des d'on es pot veure la vall baixa de la riera de Vallmanya.

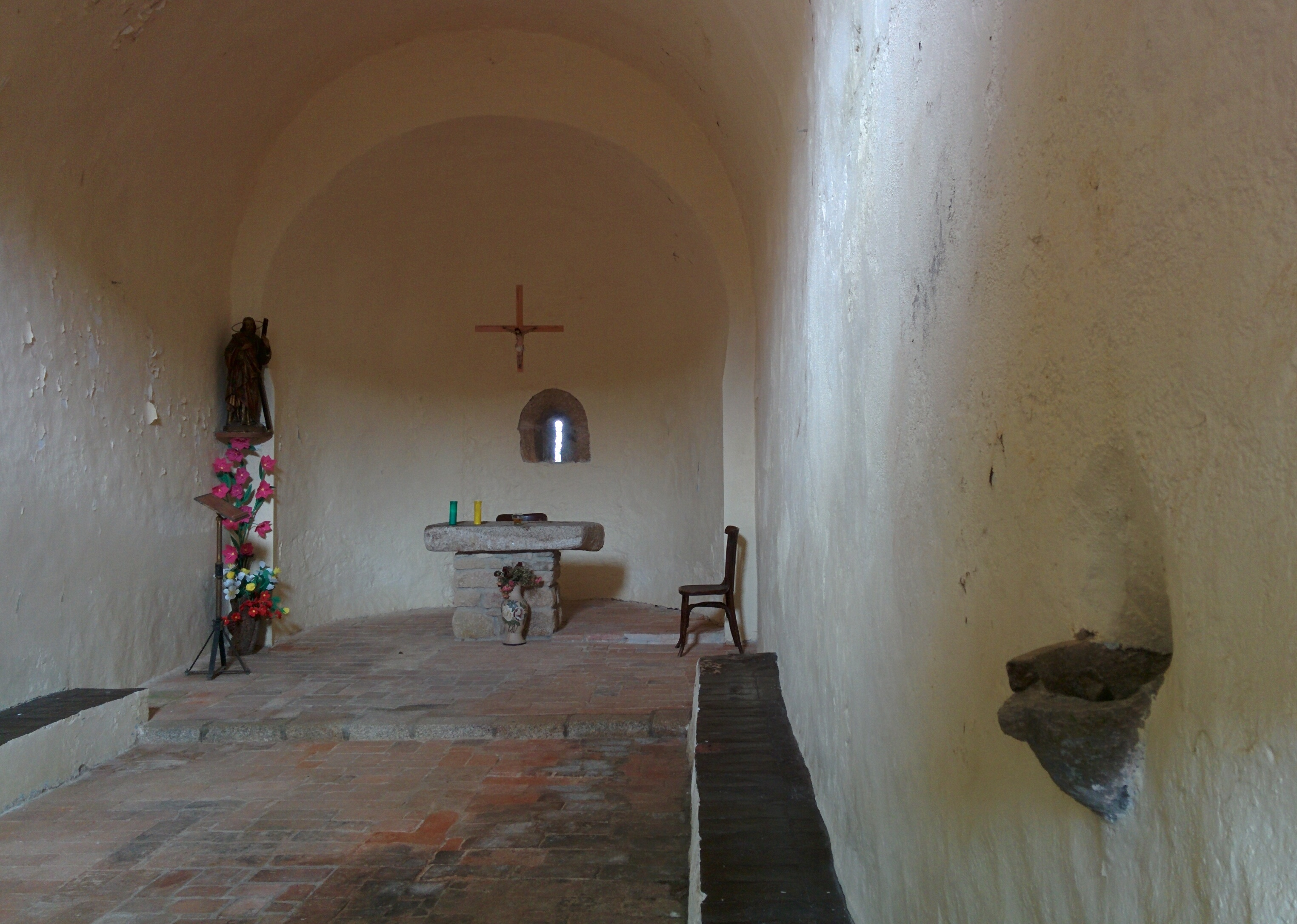
Interior de la capella

És una ermita amb la nau coberta amb volta de canó i absis circular, que conté una finestra. Té les característiques del segle xi per l'arcada de l'absis en forma de ferradura. Tota la façana principal és molt posterior.
Ha estat modificada, la darrera reforma la feu el seu propietari, que també ho és de Can Bofí.